# Caiuajara

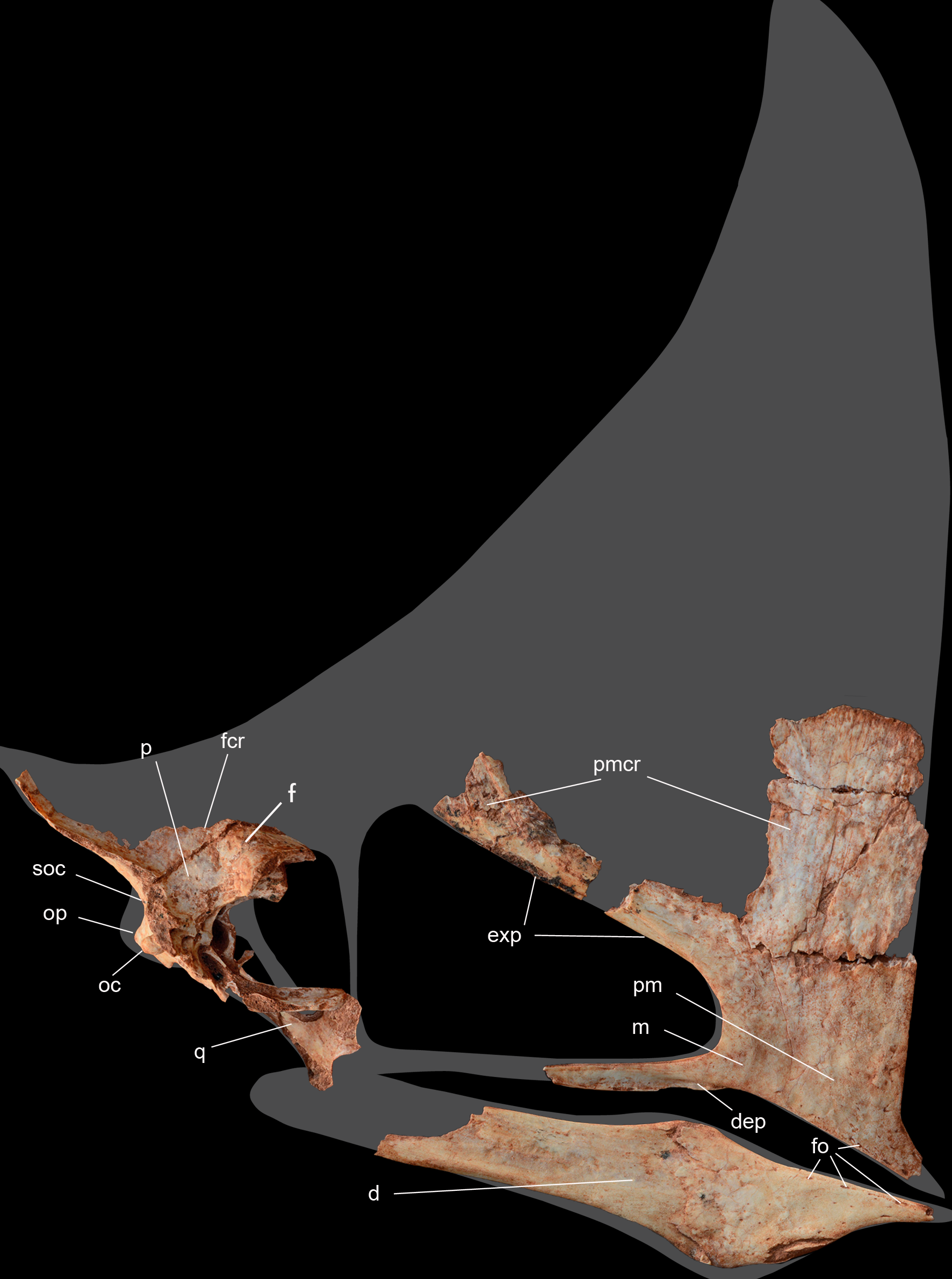
Schedel van het holotype van Caiuajara

Caiuajara is een geslacht van uitgestorven pterosauriërs, behorend tot de Pterodactyloidea, dat tijdens het Laat-Krijt leefde in het gebied van het huidige Brazilië. De enige benoemde soort is Caiuajara dobruskii.

## Vondst en naamgeving
In 1971 ontdekten Alexandre Dobruski en diens zoon João Gustavo Dobruski, beiden landarbeiders, een vindplaats met pterosauriërfossielen nabij Cruzeiro do Oeste in het zuiden van Brazilië in de deelstaat Paraná. Ze namen wat botjes mee naar huis maar pas in 2011 werden de paleontologen Paulo C. Manzig en Luiz Carlos Weinschütz op de vondst geattendeerd.
In 2014 werd de typesoort Caiuajara dobruskii benoemd en beschreven door Paulo César Manzig, Alexander Kellner, Luiz Carlos Weinschütz, Carlos Fragoso, Cristina Vega, Gilson Guimarães, Luiz Godoy, Antonio Liccardo, João Ricetti en Camila de Moura. De geslachtsnaam is een verwijzing naar de geologische Caiuágroep en de verwante Tapejara. De soortaanduiding eert de ontdekkers.

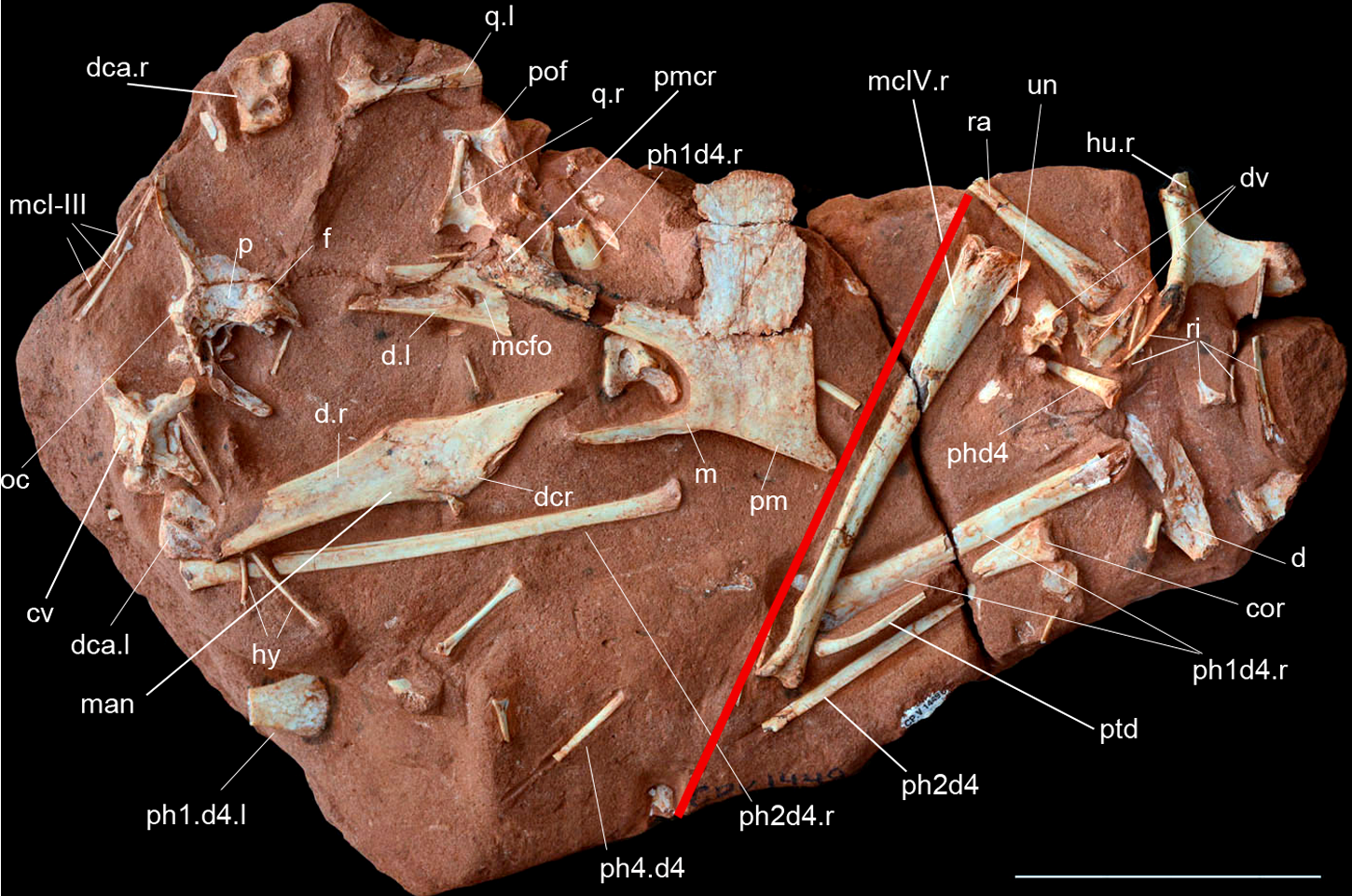
Links van de rode lijn hoe het holotype, rechts hoe paratype CP.V 2003 in het gesteente werd aangetroffen

Het holotype CP.V 1449 is gevonden in een meerafzetting, een zandsteenlaag van de Goio-Erê-formatie, waarvan de ouderdom onzeker is maar die wellicht dateert uit het Coniacien-Campanien, ongeveer vijfentachtig miljoen jaar oud; ook een eerdere datering uit het Cenomanien is gegeven. Het bestaat uit een gedeeltelijk skelet met schedel, onderkaken, halswervels en vleugelelementen. Behalve het holotype zijn er resten gevonden, in drie grote beenderlagen en één laag met minder fossielen, van minstens zesenveertig individuen. Verschillende daarvan zijn aangewezen als paratypen: CP.V 865: het voorste deel van een schedel, het achterstuk van de onderkaken, een rechterjukbeen, wervels, ribben en middenvoetsbeenderen; CP.V 867: het voorste stuk van een schedel en delen van de ledematen; CP.V 868: een snuit, vleugelementen en andere postcrania; CP.V 869: een gedeeltelijk skelet zonder schedel omvattende de wervelkolom van de achterste nek tot en met de vijfde staartwervel, de rechterarm, polsbeenderen, een ravenbeksbeen, een borstbeen, vleugelvingerkootjes, buikribben, bekkendelen en een rechterdijbeen; CP.V 870: een gedeeltelijk skelet met schoudergordel en beide opperarmbeenderen; CP.V 871: een rechterschoudergordel met rechterarmelementen; CP.V 872: een gedeeltelijk skelet met schedel, onderkaken, rechterarm, halswervels en delen van de overige ledematen; CP.V 873: een snuit met vingerkootjes; CP.V 999: een stuk schedel; CP.V 1001: een brok met een stuk schedel met langwerpige kam, onderkaken en postcrania van minstens drie individuen; CP.V 1003: een stuk schedel en punt van de onderkaken; CP.V 1004: een snuitpunt; CP.V 1005: een stuk schedel met kam en volledige onderkaken; CP.V 1006: een gedeeltelijke schedel zonder snuitpunt maar met kam en postcrania; CP.V 1023: snuit met postcrania; CP.V 1024: een schedel met postcrania van minstens drie jongen; CP.V 1025: een dijbeen; CP.V 1026: een dijbeen; CP.V 1450: een brok met minstens veertien jongen; CP.V 2003: een schedel met onderkaken verbonden met vleugelbeenderen; UEPG/DEGEO/MP-4151: een plaat met twee schedels met postcrania; en UEPG/DEGEO/MP-4152: een snuit met postcrania.
De beenderlagen vertegenwoordigen de grootse opeenhoping van pterosauriërbotten die ooit is gevonden met uitzondering van de vindplaatsen van Pterodaustro. Vermoedelijk zijn honderden individuen aanwezig op een oppervlakte van twintig vierkante meter. Onder de verschillende exemplaren bevindt zich een groot aantal jonge dieren. Volwassen exemplaren zijn veel zeldzamer en worden slechts vertegenwoordigd door twee schedels en drie opperarmbeenderen. De botten zijn in redelijke staat, zonder belangrijke samendrukking maar wel soms wat verweerd; vermoedelijk lagen de botten eerst een tijdje aan het oppervlak voordat ze door stormen een meer ingeblazen werden waar ze naar de bodem zonken. De meeste beenderen liggen niet in verband. Desalniettemin zijn vrijwel alle skeletelementen vertegenwoordigd. De meeste fossielen maken deel uit van de collectie van het Centro Paleontológico van de Universidade do Contestado.
In 2022 werd een grote en volledige schedel gemeld, specimen CP.V 8175, gevonden in 2014. Dit bewaart ook de achterzijde van de schedel.

## Beschrijving

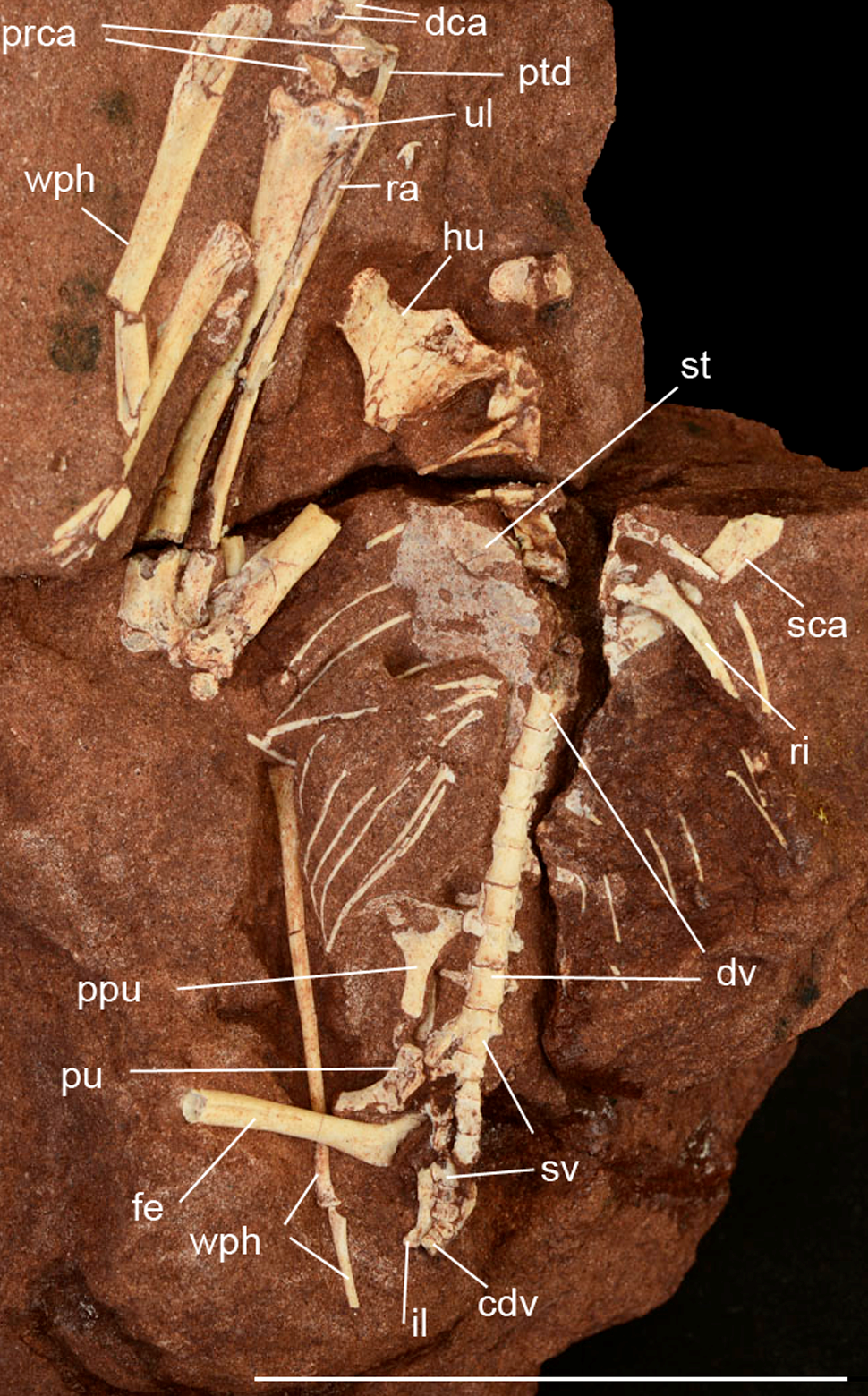
Specimen CP.V 869

### Grootte, algemene bouw en onderscheidende kenmerken
Caiuajara is een middelgrote pterosauriër. De grootste individuen hebben een geschatte spanwijdte van 235 centimeter. Een opvallend kenmerk is een enorme haaienvinvormige kam op de grote tandeloze kop.

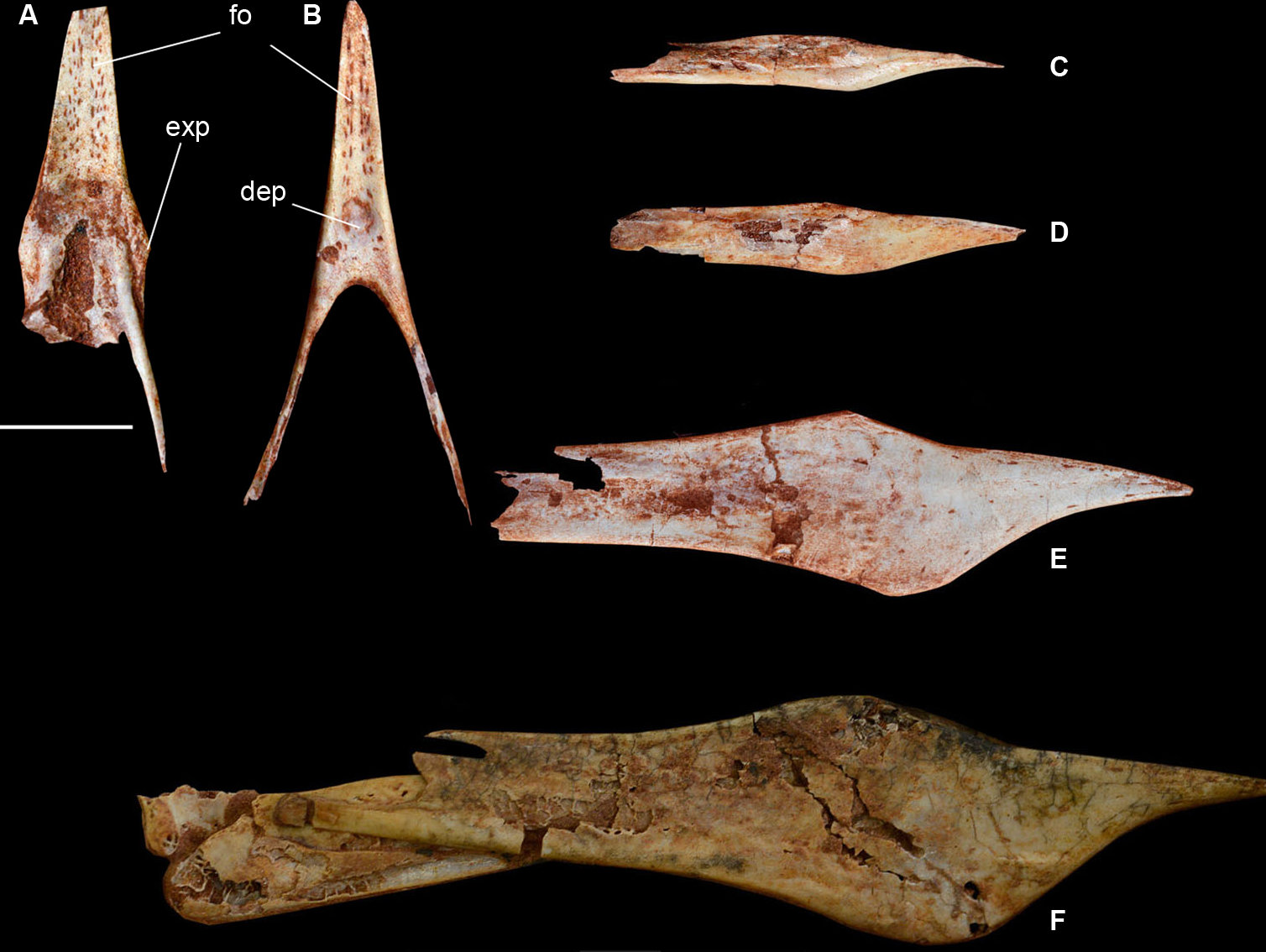
Onderkaken

De beschrijvers wisten enkele onderscheidende kenmerken vast te stellen. Sommige daarvan zijn unieke afgeleide eigenschappen, autapomorfieën. De snuitpunt buigt sterk naar beneden, 142 tot 149°, ten opzichte van de bovenkaakrand. De achterste opgaande takken van de praemaxillae hebben op hun raakvlak een langwerpige verdikking die naar beneden uitsteekt in de fenestra nasoantorbitalis, de grote schedelopening. In de bovenkant van het achterdeel van de samengroeiing, symfysis, van de onderkaken bevindt zich een afgeronde uitholling. Op de voorste buitenrand van het quadratum bevindt zich een lengtegroeve. In de bovenkaakrand bevindt zich onder het voorste gedeelte van de fenestra nasoantorbitalis een inspringing die overeenkomt met een bult op de onderkaakrand.
Verder is er nog een unieke combinatie van op zich niet unieke kenmerken. De onderkant van de oogkas is afgerond. Het hiaat tussen de bovenkaak en onderkaak bij maximale sluiting is wijder dan bij andere tapejerinen. Het pteroïde, het bot dat het membraan tussen de vleugel en de nek ondersteunt, heeft aan de onderzijde een opvallende uitholling die echter een pneumatische opening mist.
In 2022 werd nog een autapomorfie toegevoegd. De gepaarde dentaria versmelten met elkaar op drie aparte punten: het ene bovenop het raakvlak met de bovenkaken, de tweede onder in de kam van de onderkaken, en de derde daartussen wat resulteert in twee interne openingen in het gedeelte van de symfyse dat het beenplateau daarvan vormt.

### Skelet
De schedel van Caiuajara is op zichzelf matig hoog; bij volwassen dieren verhoogt de enorme snuitkam de verticale dimensie echter aanzienlijk zodat de kop hoger wordt dan lang. De snuitpunt is spits en steekt schuin naar beneden. Erachter bevindt zich een grote schedelopening, de fenestra nasoantorbitalis die de samenvloeiing is van de fenestra antorbitalis die de Archosauria kenmerkt met het neusgat. De opening heeft de vorm van een afgeronde driehoek en is relatief lang met bijna de helft van de lengte van de schedel als geheel. De voorrand ervan is overdwars relatief breed, een typisch tapejaride kenmerk. De achterste opgaande takken van de voorste snuitbeenderen, de praemaxillae, zijn met elkaar vergroeid op hum middenlijn, de bovenkant vormend van de gepaarde fenestrae nasoantorbitales. Deze beennaad is verdikt tot een langwerpige richel die in zijaanzicht van de bovenkant af wat naar beneden uitsteekt. De functie hiervan is onbekend: het kan een versteviging zijn van de snuit ter compensatie van de snuitkam maar ook de aanhechting van een kraakbenen tussenschot dat de openingen scheidde. De snuitkam volgt al vrij kort op de eigenlijke snuitpunt en gaat erg steil omhoog in een bijna rechte lijn. Geleidelijke knikken daarin doen de voorrand ervan langzaam naar achteren hellen, vermoedelijk tot een duidelijke punt gevormd wordt. Het been aan de achterkant van de kam is dunner maar er zijn geen directe aanwijzingen voor een overgang in een hoornplaat. Aan de achterkant van de schedel bevindt zich een nauwe lang uitsteeksel dat omhoog kromt. De beschrijvers name aan dat dit de achterste bevestiging van de schedelkam vormt. Bij enkele exemplaren echter kromt ook de achterste nasopremaxillaire tak naar boven, zodat het mogelijk is dat dit de eigenlijke achterkant vormde en de achterhoofdkam een aparte structuur vormt.

## Fylogenie

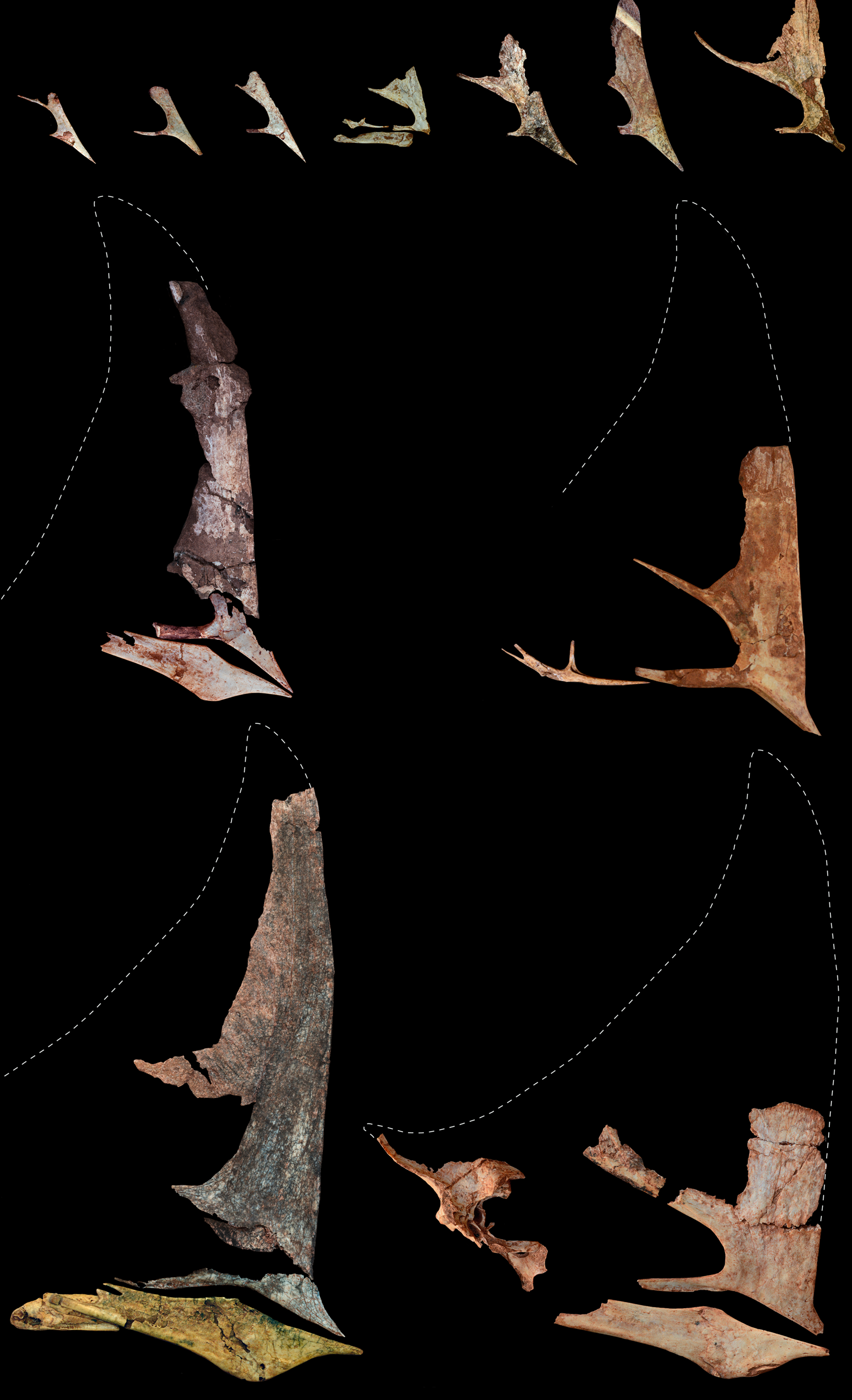
Schedels van verschillende grootte

Caiuajara is in de Tapejaridae geplaatst en daarbinnen in de Tapejarinae, als de mogelijke zustersoort van Tupandactylus. Het was in 2014 de jongste bekende tapejaride en ook de zuidelijkste — het is überhaupt de eerste pterosauriër die in het zuiden van Brazilië ontdekt is. De verruiming van het bekende vondstgebied zagen de beschrijvers als een teken dat de tapejariden een wereldwijde verspreiding hadden.
|  | Azhdarchidae      |
|  |                   |
|  | Chaoyangopteridae |
|  |                   |

|  | Thalassodromeus sethi |
|  |                       |
|  | Tupuxuara leonardii   |
|  |                       |

|  | Eopteranodon lii          |
|  |                           |
|  | "Huaxiapterus" benxiensis |
|  |                           |
|  | "Huaxiapterus" corollatus |
|  |                           |
|  | Sinopterus dongi          |
|  |                           |

|  | Europejara olcadesorum  |
|  |                         |
|  | Caiuajara dobruskii     |
|  |                         |
|  | Tapejara wellnhoferi    |
|  |                         |
|  | Tupandactylus imperator |
|  |                         |

|  | Eopteranodon lii          |
|  |                           |
|  | "Huaxiapterus" benxiensis |
|  |                           |
|  | "Huaxiapterus" corollatus |
|  |                           |
|  | Sinopterus dongi          |
|  |                           |

|  | Europejara olcadesorum  |
|  |                         |
|  | Caiuajara dobruskii     |
|  |                         |
|  | Tapejara wellnhoferi    |
|  |                         |
|  | Tupandactylus imperator |
|  |                         |

|  | Eopteranodon lii          |
|  |                           |
|  | "Huaxiapterus" benxiensis |
|  |                           |
|  | "Huaxiapterus" corollatus |
|  |                           |
|  | Sinopterus dongi          |
|  |                           |

|  | Europejara olcadesorum  |
|  |                         |
|  | Caiuajara dobruskii     |
|  |                         |
|  | Tapejara wellnhoferi    |
|  |                         |
|  | Tupandactylus imperator |
|  |                         |

|  | Eopteranodon lii          |
|  |                           |
|  | "Huaxiapterus" benxiensis |
|  |                           |
|  | "Huaxiapterus" corollatus |
|  |                           |
|  | Sinopterus dongi          |
|  |                           |

|  | Europejara olcadesorum  |
|  |                         |
|  | Caiuajara dobruskii     |
|  |                         |
|  | Tapejara wellnhoferi    |
|  |                         |
|  | Tupandactylus imperator |
|  |                         |

|  | Eopteranodon lii          |
|  |                           |
|  | "Huaxiapterus" benxiensis |
|  |                           |
|  | "Huaxiapterus" corollatus |
|  |                           |
|  | Sinopterus dongi          |
|  |                           |

|  | Europejara olcadesorum  |
|  |                         |
|  | Caiuajara dobruskii     |
|  |                         |
|  | Tapejara wellnhoferi    |
|  |                         |
|  | Tupandactylus imperator |
|  |                         |

|  | Eopteranodon lii          |
|  |                           |
|  | "Huaxiapterus" benxiensis |
|  |                           |
|  | "Huaxiapterus" corollatus |
|  |                           |
|  | Sinopterus dongi          |
|  |                           |

|  | Europejara olcadesorum  |
|  |                         |
|  | Caiuajara dobruskii     |
|  |                         |
|  | Tapejara wellnhoferi    |
|  |                         |
|  | Tupandactylus imperator |
|  |                         |

|  | Eopteranodon lii          |
|  |                           |
|  | "Huaxiapterus" benxiensis |
|  |                           |
|  | "Huaxiapterus" corollatus |
|  |                           |
|  | Sinopterus dongi          |
|  |                           |

|  | Europejara olcadesorum  |
|  |                         |
|  | Caiuajara dobruskii     |
|  |                         |
|  | Tapejara wellnhoferi    |
|  |                         |
|  | Tupandactylus imperator |
|  |                         |

|  | Eopteranodon lii          |
|  |                           |
|  | "Huaxiapterus" benxiensis |
|  |                           |
|  | "Huaxiapterus" corollatus |
|  |                           |
|  | Sinopterus dongi          |
|  |                           |

|  | Europejara olcadesorum  |
|  |                         |
|  | Caiuajara dobruskii     |
|  |                         |
|  | Tapejara wellnhoferi    |
|  |                         |
|  | Tupandactylus imperator |
|  |                         |

|  | Thalassodromeus sethi |
|  |                       |
|  | Tupuxuara leonardii   |
|  |                       |

|  | Eopteranodon lii          |
|  |                           |
|  | "Huaxiapterus" benxiensis |
|  |                           |
|  | "Huaxiapterus" corollatus |
|  |                           |
|  | Sinopterus dongi          |
|  |                           |

|  | Europejara olcadesorum  |
|  |                         |
|  | Caiuajara dobruskii     |
|  |                         |
|  | Tapejara wellnhoferi    |
|  |                         |
|  | Tupandactylus imperator |
|  |                         |

|  | Eopteranodon lii          |
|  |                           |
|  | "Huaxiapterus" benxiensis |
|  |                           |
|  | "Huaxiapterus" corollatus |
|  |                           |
|  | Sinopterus dongi          |
|  |                           |

|  | Europejara olcadesorum  |
|  |                         |
|  | Caiuajara dobruskii     |
|  |                         |
|  | Tapejara wellnhoferi    |
|  |                         |
|  | Tupandactylus imperator |
|  |                         |

|  | Eopteranodon lii          |
|  |                           |
|  | "Huaxiapterus" benxiensis |
|  |                           |
|  | "Huaxiapterus" corollatus |
|  |                           |
|  | Sinopterus dongi          |
|  |                           |

|  | Europejara olcadesorum  |
|  |                         |
|  | Caiuajara dobruskii     |
|  |                         |
|  | Tapejara wellnhoferi    |
|  |                         |
|  | Tupandactylus imperator |
|  |                         |

|  | Eopteranodon lii          |
|  |                           |
|  | "Huaxiapterus" benxiensis |
|  |                           |
|  | "Huaxiapterus" corollatus |
|  |                           |
|  | Sinopterus dongi          |
|  |                           |

|  | Europejara olcadesorum  |
|  |                         |
|  | Caiuajara dobruskii     |
|  |                         |
|  | Tapejara wellnhoferi    |
|  |                         |
|  | Tupandactylus imperator |
|  |                         |

|  | Eopteranodon lii          |
|  |                           |
|  | "Huaxiapterus" benxiensis |
|  |                           |
|  | "Huaxiapterus" corollatus |
|  |                           |
|  | Sinopterus dongi          |
|  |                           |

|  | Europejara olcadesorum  |
|  |                         |
|  | Caiuajara dobruskii     |
|  |                         |
|  | Tapejara wellnhoferi    |
|  |                         |
|  | Tupandactylus imperator |
|  |                         |

|  | Eopteranodon lii          |
|  |                           |
|  | "Huaxiapterus" benxiensis |
|  |                           |
|  | "Huaxiapterus" corollatus |
|  |                           |
|  | Sinopterus dongi          |
|  |                           |

|  | Europejara olcadesorum  |
|  |                         |
|  | Caiuajara dobruskii     |
|  |                         |
|  | Tapejara wellnhoferi    |
|  |                         |
|  | Tupandactylus imperator |
|  |                         |

|  | Eopteranodon lii          |
|  |                           |
|  | "Huaxiapterus" benxiensis |
|  |                           |
|  | "Huaxiapterus" corollatus |
|  |                           |
|  | Sinopterus dongi          |
|  |                           |

|  | Europejara olcadesorum  |
|  |                         |
|  | Caiuajara dobruskii     |
|  |                         |
|  | Tapejara wellnhoferi    |
|  |                         |
|  | Tupandactylus imperator |
|  |                         |

|  | Eopteranodon lii          |
|  |                           |
|  | "Huaxiapterus" benxiensis |
|  |                           |
|  | "Huaxiapterus" corollatus |
|  |                           |
|  | Sinopterus dongi          |
|  |                           |

|  | Europejara olcadesorum  |
|  |                         |
|  | Caiuajara dobruskii     |
|  |                         |
|  | Tapejara wellnhoferi    |
|  |                         |
|  | Tupandactylus imperator |
|  |                         |

|  | Thalassodromeus sethi |
|  |                       |
|  | Tupuxuara leonardii   |
|  |                       |

|  | Eopteranodon lii          |
|  |                           |
|  | "Huaxiapterus" benxiensis |
|  |                           |
|  | "Huaxiapterus" corollatus |
|  |                           |
|  | Sinopterus dongi          |
|  |                           |

|  | Europejara olcadesorum  |
|  |                         |
|  | Caiuajara dobruskii     |
|  |                         |
|  | Tapejara wellnhoferi    |
|  |                         |
|  | Tupandactylus imperator |
|  |                         |

|  | Eopteranodon lii          |
|  |                           |
|  | "Huaxiapterus" benxiensis |
|  |                           |
|  | "Huaxiapterus" corollatus |
|  |                           |
|  | Sinopterus dongi          |
|  |                           |

|  | Europejara olcadesorum  |
|  |                         |
|  | Caiuajara dobruskii     |
|  |                         |
|  | Tapejara wellnhoferi    |
|  |                         |
|  | Tupandactylus imperator |
|  |                         |

|  | Eopteranodon lii          |
|  |                           |
|  | "Huaxiapterus" benxiensis |
|  |                           |
|  | "Huaxiapterus" corollatus |
|  |                           |
|  | Sinopterus dongi          |
|  |                           |

|  | Europejara olcadesorum  |
|  |                         |
|  | Caiuajara dobruskii     |
|  |                         |
|  | Tapejara wellnhoferi    |
|  |                         |
|  | Tupandactylus imperator |
|  |                         |

|  | Eopteranodon lii          |
|  |                           |
|  | "Huaxiapterus" benxiensis |
|  |                           |
|  | "Huaxiapterus" corollatus |
|  |                           |
|  | Sinopterus dongi          |
|  |                           |

|  | Europejara olcadesorum  |
|  |                         |
|  | Caiuajara dobruskii     |
|  |                         |
|  | Tapejara wellnhoferi    |
|  |                         |
|  | Tupandactylus imperator |
|  |                         |

|  | Eopteranodon lii          |
|  |                           |
|  | "Huaxiapterus" benxiensis |
|  |                           |
|  | "Huaxiapterus" corollatus |
|  |                           |
|  | Sinopterus dongi          |
|  |                           |

|  | Europejara olcadesorum  |
|  |                         |
|  | Caiuajara dobruskii     |
|  |                         |
|  | Tapejara wellnhoferi    |
|  |                         |
|  | Tupandactylus imperator |
|  |                         |

|  | Eopteranodon lii          |
|  |                           |
|  | "Huaxiapterus" benxiensis |
|  |                           |
|  | "Huaxiapterus" corollatus |
|  |                           |
|  | Sinopterus dongi          |
|  |                           |

|  | Europejara olcadesorum  |
|  |                         |
|  | Caiuajara dobruskii     |
|  |                         |
|  | Tapejara wellnhoferi    |
|  |                         |
|  | Tupandactylus imperator |
|  |                         |

|  | Eopteranodon lii          |
|  |                           |
|  | "Huaxiapterus" benxiensis |
|  |                           |
|  | "Huaxiapterus" corollatus |
|  |                           |
|  | Sinopterus dongi          |
|  |                           |

|  | Europejara olcadesorum  |
|  |                         |
|  | Caiuajara dobruskii     |
|  |                         |
|  | Tapejara wellnhoferi    |
|  |                         |
|  | Tupandactylus imperator |
|  |                         |

|  | Eopteranodon lii          |
|  |                           |
|  | "Huaxiapterus" benxiensis |
|  |                           |
|  | "Huaxiapterus" corollatus |
|  |                           |
|  | Sinopterus dongi          |
|  |                           |

|  | Europejara olcadesorum  |
|  |                         |
|  | Caiuajara dobruskii     |
|  |                         |
|  | Tapejara wellnhoferi    |
|  |                         |
|  | Tupandactylus imperator |
|  |                         |

|  | Thalassodromeus sethi |
|  |                       |
|  | Tupuxuara leonardii   |
|  |                       |

|  | Eopteranodon lii          |
|  |                           |
|  | "Huaxiapterus" benxiensis |
|  |                           |
|  | "Huaxiapterus" corollatus |
|  |                           |
|  | Sinopterus dongi          |
|  |                           |

|  | Europejara olcadesorum  |
|  |                         |
|  | Caiuajara dobruskii     |
|  |                         |
|  | Tapejara wellnhoferi    |
|  |                         |
|  | Tupandactylus imperator |
|  |                         |

|  | Eopteranodon lii          |
|  |                           |
|  | "Huaxiapterus" benxiensis |
|  |                           |
|  | "Huaxiapterus" corollatus |
|  |                           |
|  | Sinopterus dongi          |
|  |                           |

|  | Europejara olcadesorum  |
|  |                         |
|  | Caiuajara dobruskii     |
|  |                         |
|  | Tapejara wellnhoferi    |
|  |                         |
|  | Tupandactylus imperator |
|  |                         |

|  | Eopteranodon lii          |
|  |                           |
|  | "Huaxiapterus" benxiensis |
|  |                           |
|  | "Huaxiapterus" corollatus |
|  |                           |
|  | Sinopterus dongi          |
|  |                           |

|  | Europejara olcadesorum  |
|  |                         |
|  | Caiuajara dobruskii     |
|  |                         |
|  | Tapejara wellnhoferi    |
|  |                         |
|  | Tupandactylus imperator |
|  |                         |

|  | Eopteranodon lii          |
|  |                           |
|  | "Huaxiapterus" benxiensis |
|  |                           |
|  | "Huaxiapterus" corollatus |
|  |                           |
|  | Sinopterus dongi          |
|  |                           |

|  | Europejara olcadesorum  |
|  |                         |
|  | Caiuajara dobruskii     |
|  |                         |
|  | Tapejara wellnhoferi    |
|  |                         |
|  | Tupandactylus imperator |
|  |                         |

|  | Eopteranodon lii          |
|  |                           |
|  | "Huaxiapterus" benxiensis |
|  |                           |
|  | "Huaxiapterus" corollatus |
|  |                           |
|  | Sinopterus dongi          |
|  |                           |

|  | Europejara olcadesorum  |
|  |                         |
|  | Caiuajara dobruskii     |
|  |                         |
|  | Tapejara wellnhoferi    |
|  |                         |
|  | Tupandactylus imperator |
|  |                         |

|  | Eopteranodon lii          |
|  |                           |
|  | "Huaxiapterus" benxiensis |
|  |                           |
|  | "Huaxiapterus" corollatus |
|  |                           |
|  | Sinopterus dongi          |
|  |                           |

|  | Europejara olcadesorum  |
|  |                         |
|  | Caiuajara dobruskii     |
|  |                         |
|  | Tapejara wellnhoferi    |
|  |                         |
|  | Tupandactylus imperator |
|  |                         |

|  | Eopteranodon lii          |
|  |                           |
|  | "Huaxiapterus" benxiensis |
|  |                           |
|  | "Huaxiapterus" corollatus |
|  |                           |
|  | Sinopterus dongi          |
|  |                           |

|  | Europejara olcadesorum  |
|  |                         |
|  | Caiuajara dobruskii     |
|  |                         |
|  | Tapejara wellnhoferi    |
|  |                         |
|  | Tupandactylus imperator |
|  |                         |

|  | Eopteranodon lii          |
|  |                           |
|  | "Huaxiapterus" benxiensis |
|  |                           |
|  | "Huaxiapterus" corollatus |
|  |                           |
|  | Sinopterus dongi          |
|  |                           |

|  | Europejara olcadesorum  |
|  |                         |
|  | Caiuajara dobruskii     |
|  |                         |
|  | Tapejara wellnhoferi    |
|  |                         |
|  | Tupandactylus imperator |
|  |                         |

|  | Azhdarchidae      |
|  |                   |
|  | Chaoyangopteridae |
|  |                   |

|  | Thalassodromeus sethi |
|  |                       |
|  | Tupuxuara leonardii   |
|  |                       |

|  | Eopteranodon lii          |
|  |                           |
|  | "Huaxiapterus" benxiensis |
|  |                           |
|  | "Huaxiapterus" corollatus |
|  |                           |
|  | Sinopterus dongi          |
|  |                           |

|  | Europejara olcadesorum  |
|  |                         |
|  | Caiuajara dobruskii     |
|  |                         |
|  | Tapejara wellnhoferi    |
|  |                         |
|  | Tupandactylus imperator |
|  |                         |

|  | Eopteranodon lii          |
|  |                           |
|  | "Huaxiapterus" benxiensis |
|  |                           |
|  | "Huaxiapterus" corollatus |
|  |                           |
|  | Sinopterus dongi          |
|  |                           |

|  | Europejara olcadesorum  |
|  |                         |
|  | Caiuajara dobruskii     |
|  |                         |
|  | Tapejara wellnhoferi    |
|  |                         |
|  | Tupandactylus imperator |
|  |                         |

|  | Eopteranodon lii          |
|  |                           |
|  | "Huaxiapterus" benxiensis |
|  |                           |
|  | "Huaxiapterus" corollatus |
|  |                           |
|  | Sinopterus dongi          |
|  |                           |

|  | Europejara olcadesorum  |
|  |                         |
|  | Caiuajara dobruskii     |
|  |                         |
|  | Tapejara wellnhoferi    |
|  |                         |
|  | Tupandactylus imperator |
|  |                         |

|  | Eopteranodon lii          |
|  |                           |
|  | "Huaxiapterus" benxiensis |
|  |                           |
|  | "Huaxiapterus" corollatus |
|  |                           |
|  | Sinopterus dongi          |
|  |                           |

|  | Europejara olcadesorum  |
|  |                         |
|  | Caiuajara dobruskii     |
|  |                         |
|  | Tapejara wellnhoferi    |
|  |                         |
|  | Tupandactylus imperator |
|  |                         |

|  | Eopteranodon lii          |
|  |                           |
|  | "Huaxiapterus" benxiensis |
|  |                           |
|  | "Huaxiapterus" corollatus |
|  |                           |
|  | Sinopterus dongi          |
|  |                           |

|  | Europejara olcadesorum  |
|  |                         |
|  | Caiuajara dobruskii     |
|  |                         |
|  | Tapejara wellnhoferi    |
|  |                         |
|  | Tupandactylus imperator |
|  |                         |

|  | Eopteranodon lii          |
|  |                           |
|  | "Huaxiapterus" benxiensis |
|  |                           |
|  | "Huaxiapterus" corollatus |
|  |                           |
|  | Sinopterus dongi          |
|  |                           |

|  | Europejara olcadesorum  |
|  |                         |
|  | Caiuajara dobruskii     |
|  |                         |
|  | Tapejara wellnhoferi    |
|  |                         |
|  | Tupandactylus imperator |
|  |                         |

|  | Eopteranodon lii          |
|  |                           |
|  | "Huaxiapterus" benxiensis |
|  |                           |
|  | "Huaxiapterus" corollatus |
|  |                           |
|  | Sinopterus dongi          |
|  |                           |

|  | Europejara olcadesorum  |
|  |                         |
|  | Caiuajara dobruskii     |
|  |                         |
|  | Tapejara wellnhoferi    |
|  |                         |
|  | Tupandactylus imperator |
|  |                         |

|  | Eopteranodon lii          |
|  |                           |
|  | "Huaxiapterus" benxiensis |
|  |                           |
|  | "Huaxiapterus" corollatus |
|  |                           |
|  | Sinopterus dongi          |
|  |                           |

|  | Europejara olcadesorum  |
|  |                         |
|  | Caiuajara dobruskii     |
|  |                         |
|  | Tapejara wellnhoferi    |
|  |                         |
|  | Tupandactylus imperator |
|  |                         |

|  | Thalassodromeus sethi |
|  |                       |
|  | Tupuxuara leonardii   |
|  |                       |

|  | Eopteranodon lii          |
|  |                           |
|  | "Huaxiapterus" benxiensis |
|  |                           |
|  | "Huaxiapterus" corollatus |
|  |                           |
|  | Sinopterus dongi          |
|  |                           |

|  | Europejara olcadesorum  |
|  |                         |
|  | Caiuajara dobruskii     |
|  |                         |
|  | Tapejara wellnhoferi    |
|  |                         |
|  | Tupandactylus imperator |
|  |                         |

|  | Eopteranodon lii          |
|  |                           |
|  | "Huaxiapterus" benxiensis |
|  |                           |
|  | "Huaxiapterus" corollatus |
|  |                           |
|  | Sinopterus dongi          |
|  |                           |

|  | Europejara olcadesorum  |
|  |                         |
|  | Caiuajara dobruskii     |
|  |                         |
|  | Tapejara wellnhoferi    |
|  |                         |
|  | Tupandactylus imperator |
|  |                         |

|  | Eopteranodon lii          |
|  |                           |
|  | "Huaxiapterus" benxiensis |
|  |                           |
|  | "Huaxiapterus" corollatus |
|  |                           |
|  | Sinopterus dongi          |
|  |                           |

|  | Europejara olcadesorum  |
|  |                         |
|  | Caiuajara dobruskii     |
|  |                         |
|  | Tapejara wellnhoferi    |
|  |                         |
|  | Tupandactylus imperator |
|  |                         |

|  | Eopteranodon lii          |
|  |                           |
|  | "Huaxiapterus" benxiensis |
|  |                           |
|  | "Huaxiapterus" corollatus |
|  |                           |
|  | Sinopterus dongi          |
|  |                           |

|  | Europejara olcadesorum  |
|  |                         |
|  | Caiuajara dobruskii     |
|  |                         |
|  | Tapejara wellnhoferi    |
|  |                         |
|  | Tupandactylus imperator |
|  |                         |

|  | Eopteranodon lii          |
|  |                           |
|  | "Huaxiapterus" benxiensis |
|  |                           |
|  | "Huaxiapterus" corollatus |
|  |                           |
|  | Sinopterus dongi          |
|  |                           |

|  | Europejara olcadesorum  |
|  |                         |
|  | Caiuajara dobruskii     |
|  |                         |
|  | Tapejara wellnhoferi    |
|  |                         |
|  | Tupandactylus imperator |
|  |                         |

|  | Eopteranodon lii          |
|  |                           |
|  | "Huaxiapterus" benxiensis |
|  |                           |
|  | "Huaxiapterus" corollatus |
|  |                           |
|  | Sinopterus dongi          |
|  |                           |

|  | Europejara olcadesorum  |
|  |                         |
|  | Caiuajara dobruskii     |
|  |                         |
|  | Tapejara wellnhoferi    |
|  |                         |
|  | Tupandactylus imperator |
|  |                         |

|  | Eopteranodon lii          |
|  |                           |
|  | "Huaxiapterus" benxiensis |
|  |                           |
|  | "Huaxiapterus" corollatus |
|  |                           |
|  | Sinopterus dongi          |
|  |                           |

|  | Europejara olcadesorum  |
|  |                         |
|  | Caiuajara dobruskii     |
|  |                         |
|  | Tapejara wellnhoferi    |
|  |                         |
|  | Tupandactylus imperator |
|  |                         |

|  | Eopteranodon lii          |
|  |                           |
|  | "Huaxiapterus" benxiensis |
|  |                           |
|  | "Huaxiapterus" corollatus |
|  |                           |
|  | Sinopterus dongi          |
|  |                           |

|  | Europejara olcadesorum  |
|  |                         |
|  | Caiuajara dobruskii     |
|  |                         |
|  | Tapejara wellnhoferi    |
|  |                         |
|  | Tupandactylus imperator |
|  |                         |

|  | Thalassodromeus sethi |
|  |                       |
|  | Tupuxuara leonardii   |
|  |                       |

|  | Eopteranodon lii          |
|  |                           |
|  | "Huaxiapterus" benxiensis |
|  |                           |
|  | "Huaxiapterus" corollatus |
|  |                           |
|  | Sinopterus dongi          |
|  |                           |

|  | Europejara olcadesorum  |
|  |                         |
|  | Caiuajara dobruskii     |
|  |                         |
|  | Tapejara wellnhoferi    |
|  |                         |
|  | Tupandactylus imperator |
|  |                         |

|  | Eopteranodon lii          |
|  |                           |
|  | "Huaxiapterus" benxiensis |
|  |                           |
|  | "Huaxiapterus" corollatus |
|  |                           |
|  | Sinopterus dongi          |
|  |                           |

|  | Europejara olcadesorum  |
|  |                         |
|  | Caiuajara dobruskii     |
|  |                         |
|  | Tapejara wellnhoferi    |
|  |                         |
|  | Tupandactylus imperator |
|  |                         |

|  | Eopteranodon lii          |
|  |                           |
|  | "Huaxiapterus" benxiensis |
|  |                           |
|  | "Huaxiapterus" corollatus |
|  |                           |
|  | Sinopterus dongi          |
|  |                           |

|  | Europejara olcadesorum  |
|  |                         |
|  | Caiuajara dobruskii     |
|  |                         |
|  | Tapejara wellnhoferi    |
|  |                         |
|  | Tupandactylus imperator |
|  |                         |

|  | Eopteranodon lii          |
|  |                           |
|  | "Huaxiapterus" benxiensis |
|  |                           |
|  | "Huaxiapterus" corollatus |
|  |                           |
|  | Sinopterus dongi          |
|  |                           |

|  | Europejara olcadesorum  |
|  |                         |
|  | Caiuajara dobruskii     |
|  |                         |
|  | Tapejara wellnhoferi    |
|  |                         |
|  | Tupandactylus imperator |
|  |                         |

|  | Eopteranodon lii          |
|  |                           |
|  | "Huaxiapterus" benxiensis |
|  |                           |
|  | "Huaxiapterus" corollatus |
|  |                           |
|  | Sinopterus dongi          |
|  |                           |

|  | Europejara olcadesorum  |
|  |                         |
|  | Caiuajara dobruskii     |
|  |                         |
|  | Tapejara wellnhoferi    |
|  |                         |
|  | Tupandactylus imperator |
|  |                         |

|  | Eopteranodon lii          |
|  |                           |
|  | "Huaxiapterus" benxiensis |
|  |                           |
|  | "Huaxiapterus" corollatus |
|  |                           |
|  | Sinopterus dongi          |
|  |                           |

|  | Europejara olcadesorum  |
|  |                         |
|  | Caiuajara dobruskii     |
|  |                         |
|  | Tapejara wellnhoferi    |
|  |                         |
|  | Tupandactylus imperator |
|  |                         |

|  | Eopteranodon lii          |
|  |                           |
|  | "Huaxiapterus" benxiensis |
|  |                           |
|  | "Huaxiapterus" corollatus |
|  |                           |
|  | Sinopterus dongi          |
|  |                           |

|  | Europejara olcadesorum  |
|  |                         |
|  | Caiuajara dobruskii     |
|  |                         |
|  | Tapejara wellnhoferi    |
|  |                         |
|  | Tupandactylus imperator |
|  |                         |

|  | Eopteranodon lii          |
|  |                           |
|  | "Huaxiapterus" benxiensis |
|  |                           |
|  | "Huaxiapterus" corollatus |
|  |                           |
|  | Sinopterus dongi          |
|  |                           |

|  | Europejara olcadesorum  |
|  |                         |
|  | Caiuajara dobruskii     |
|  |                         |
|  | Tapejara wellnhoferi    |
|  |                         |
|  | Tupandactylus imperator |
|  |                         |

|  | Thalassodromeus sethi |
|  |                       |
|  | Tupuxuara leonardii   |
|  |                       |

|  | Eopteranodon lii          |
|  |                           |
|  | "Huaxiapterus" benxiensis |
|  |                           |
|  | "Huaxiapterus" corollatus |
|  |                           |
|  | Sinopterus dongi          |
|  |                           |

|  | Europejara olcadesorum  |
|  |                         |
|  | Caiuajara dobruskii     |
|  |                         |
|  | Tapejara wellnhoferi    |
|  |                         |
|  | Tupandactylus imperator |
|  |                         |

|  | Eopteranodon lii          |
|  |                           |
|  | "Huaxiapterus" benxiensis |
|  |                           |
|  | "Huaxiapterus" corollatus |
|  |                           |
|  | Sinopterus dongi          |
|  |                           |

|  | Europejara olcadesorum  |
|  |                         |
|  | Caiuajara dobruskii     |
|  |                         |
|  | Tapejara wellnhoferi    |
|  |                         |
|  | Tupandactylus imperator |
|  |                         |

|  | Eopteranodon lii          |
|  |                           |
|  | "Huaxiapterus" benxiensis |
|  |                           |
|  | "Huaxiapterus" corollatus |
|  |                           |
|  | Sinopterus dongi          |
|  |                           |

|  | Europejara olcadesorum  |
|  |                         |
|  | Caiuajara dobruskii     |
|  |                         |
|  | Tapejara wellnhoferi    |
|  |                         |
|  | Tupandactylus imperator |
|  |                         |

|  | Eopteranodon lii          |
|  |                           |
|  | "Huaxiapterus" benxiensis |
|  |                           |
|  | "Huaxiapterus" corollatus |
|  |                           |
|  | Sinopterus dongi          |
|  |                           |

|  | Europejara olcadesorum  |
|  |                         |
|  | Caiuajara dobruskii     |
|  |                         |
|  | Tapejara wellnhoferi    |
|  |                         |
|  | Tupandactylus imperator |
|  |                         |

|  | Eopteranodon lii          |
|  |                           |
|  | "Huaxiapterus" benxiensis |
|  |                           |
|  | "Huaxiapterus" corollatus |
|  |                           |
|  | Sinopterus dongi          |
|  |                           |

|  | Europejara olcadesorum  |
|  |                         |
|  | Caiuajara dobruskii     |
|  |                         |
|  | Tapejara wellnhoferi    |
|  |                         |
|  | Tupandactylus imperator |
|  |                         |

|  | Eopteranodon lii          |
|  |                           |
|  | "Huaxiapterus" benxiensis |
|  |                           |
|  | "Huaxiapterus" corollatus |
|  |                           |
|  | Sinopterus dongi          |
|  |                           |

|  | Europejara olcadesorum  |
|  |                         |
|  | Caiuajara dobruskii     |
|  |                         |
|  | Tapejara wellnhoferi    |
|  |                         |
|  | Tupandactylus imperator |
|  |                         |

|  | Eopteranodon lii          |
|  |                           |
|  | "Huaxiapterus" benxiensis |
|  |                           |
|  | "Huaxiapterus" corollatus |
|  |                           |
|  | Sinopterus dongi          |
|  |                           |

|  | Europejara olcadesorum  |
|  |                         |
|  | Caiuajara dobruskii     |
|  |                         |
|  | Tapejara wellnhoferi    |
|  |                         |
|  | Tupandactylus imperator |
|  |                         |

|  | Eopteranodon lii          |
|  |                           |
|  | "Huaxiapterus" benxiensis |
|  |                           |
|  | "Huaxiapterus" corollatus |
|  |                           |
|  | Sinopterus dongi          |
|  |                           |

|  | Europejara olcadesorum  |
|  |                         |
|  | Caiuajara dobruskii     |
|  |                         |
|  | Tapejara wellnhoferi    |
|  |                         |
|  | Tupandactylus imperator |
|  |                         |

## Levenswijze
Terwijl de meeste pterosauriërs in zeeafzettingen gevonden zijn, leefde Caiuajara in een woestijngebied dat gekenmerkt werd door zandduinen. Daarin lag een oase met een meer en in de afzettingen daarvan zijn de beenderlagen gevonden. Van tijd tot tijd werd de oase geheel met zand bedekt maar als het meer zich weer vormde werd de oase opnieuw gekoloniseerd door de pterosauriërs, kennelijk uit omliggende oasen. De fossielen wijzen zo op een bewoning van het gebied gedurende vele duizenden jaren, hoewel het in beginsel mogelijk is dat dit geen 'standpterosauriërs' waren maar migrerende populaties die de oase tijdens een trek aandeden. De grote opeenhopingen aan beenderen zouden zich geleidelijk geaccumuleerd kunnen hebben, maar het is ook mogelijk dat de dieren in grote aantallen omkwamen door dezelfde stormen die hun resten het meer inbliezen of door een hitteperiode waarbij de oase droogviel.

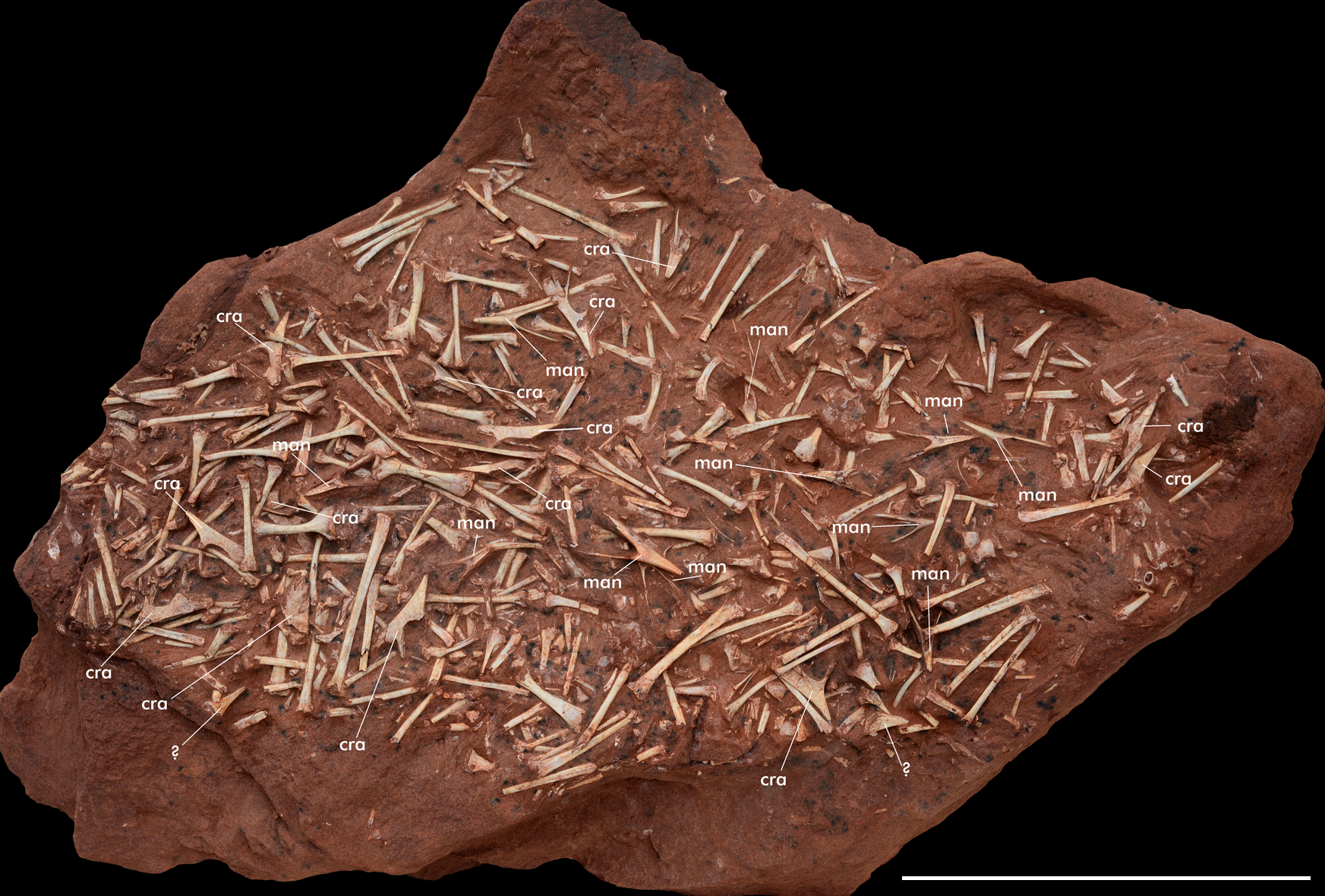
CP.V 1450, een blok met veertien schedeltjes, toont de enorme concentratie van beenderen

Wat Caiuajara at, kan niet direct vastgesteld worden want er zijn geen resten van planten gevonden. Tapejaridae worden tegenwoordig echter algemeen vermoed planteneters te zijn. Ze moeten zich gevoed hebben met relatief hoogwaardig materiaal, bijvoorbeeld vruchten. De grote concentratie beenderen wijst op een leven in groepen. Een plantenetende levenswijze zou daarvoor wel eens een voorwaarde kunnen zijn geweest want het is voor een grote groep warmbloedige roofdieren lastig voldoende prooi te vinden op een beperkte oppervlakte, hoewel een uitzonderlijk visrijk meer zoiets toch zou hebben kunnen toegestaan. De schedelvorm van de Tapejaridae is echter niet zeer geschikt om te vissen. Overigens zijn er ook geen resten gevonden van ongewervelden, wellicht was het meer als zodanig weinig productief.

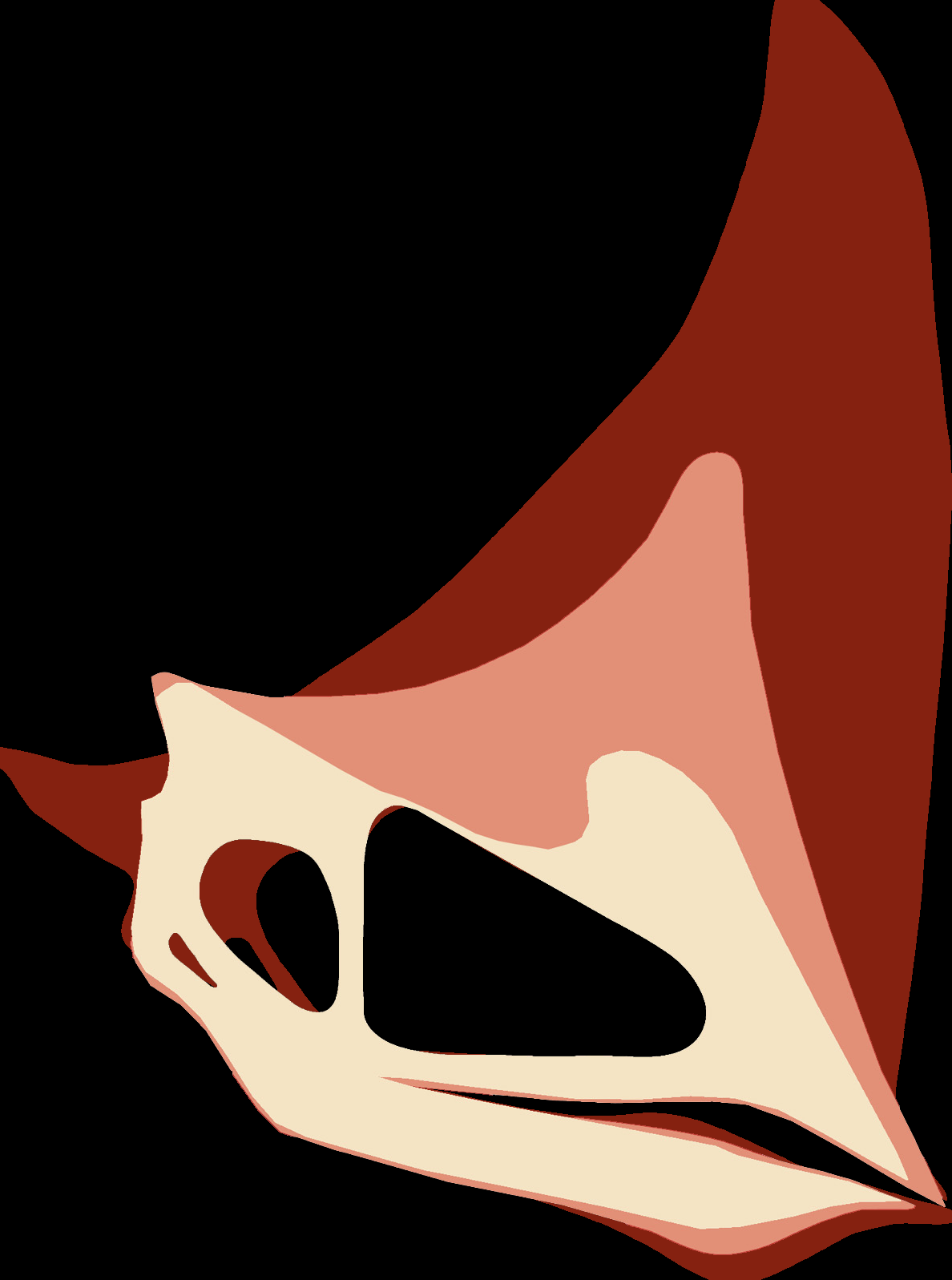
De veranderingen in de kam tijdens de groei

Het grote aantal dieren van een verschillende leeftijd maakte het mogelijk een groeireeks op te stellen en de veranderingen tijdens de rijping te bepalen. Zulke groeireeksen waren al eerder voor pterosauriërs bepaald maar hadden altijd het nadeel dat het niet zeker was of de erin opgestelde exemplaren wel echt tot dezelfde soort behoorden; de dichte concentraties aan botten maken dat bij Caiuajara wel érg aannemelijk. De kleinste gevonden dieren hebben een spanwijdte van zo'n vijfenzestig centimeter. Hun proporties zijn in het algemeen niet anders dan die van volgroeide exemplaren, hoewel hun botten, vooral het borstbeen, wel meer verbeend zijn. Vooral belangrijk is dat bij jonge dieren het opperarmbeen relatief niet kleiner is en de deltopectorale kam daarop, de aanhechting van de belangrijkste vliegspieren, met 38 tot 40% van de schachtlengte niet minder ontwikkeld. Dat zou er op kunnen wijzen dat de jongen nestvlieders waren en al kort na uit het ei gekomen te zijn het luchtruim kozen, zonder veel nestzorg. Wat wel verandert, is de schedelkam. Bij jonge dieren is die laag en naar achteren hellend, onder een hoek van 115°. Bij oude exemplaren neemt de kam enorm in hoogte toe en wordt het profiel van de voorrand veel steiler tot wel 90°. Ook ontwikkelt er zich een tweede kam op het achterhoofd. Tegelijkertijd werd de kam onder de onderkaak, bij jonge dieren slechts een lichte welving, veel groter. Er zijn geen exemplaren gevonden zonder snuitkam, een aanwijzing dat de hypothese dat alleen de mannetjes zo'n pronkorgaan droegen, althans voor Caiuajara niet opgaat. Hoewel de snuit als geheel ter ondersteuning van de kam wel massiever werd, veranderde het profiel van kaakrand niet en bleef de buiging van de punt dezelfde.
Kleinere veranderingen tijdens de rijping behelzen de uitgroei van het ravenbeksbeen, dat bij oudere dieren met het bovenliggende schouderblad versmelt tot een scapulocoracoïde, naar onderen toe. Dit maakt schoudergordel wat steviger om de grotere krachten op te vangen die een gevolg zijn van een toeneming van het lichaamsgewicht. Schuin voor het bekken is de prepubis meer naar onderen uitgegroeid, wellicht om de buik beter te ondersteunen.
In 2023 concludeerde een studie naar de botopbouw dat de jongste dieren zeer snel groeiden, het tempo van moderne vogels benaderend. Ze waren vrijwel zeker warmbloedig.
Het kan zijn dat Caiuajara bejaagd werd door de kleine theropode Vespersaurus waarvan de talrijke botten gemengd met die van de pterosauriër werden aangetroffen. In 2019 werden enkele botten uit de vindplaats benoemd als een twee pterosauriërsoort, Keresdrakon.